# 盖恩罗德
盖恩罗德（德語：Gernrode，發音：[ɡɛʁnˈʁoːdə] ⓘ），正式名称为盖恩罗德城（德語：Stadt Gernrode），是德国萨克森-安哈尔特州哈茨县曾经的一个市镇，面积34.06平方千米，2012年12月31日人口为3,533人。2014年1月1日，盖恩罗德与市镇巴特苏德罗德并入市镇奎德林堡。

## 友好城市
- 法國 巴尚（1969年）
- 德国 瓦尔斯罗德（1990年）